# 曼彻斯特中央图书馆
曼彻斯特中央图书馆（Manchester Central Library）位于英国曼彻斯特的圣彼得广场，由E. Vincent Harris设计，建于1930-1934年，采用古典主义风格。，其门廊列柱和穹顶，略有罗马万神殿的风格。
这是一座二级登录建筑。2010-2014年进行了闭馆维修。

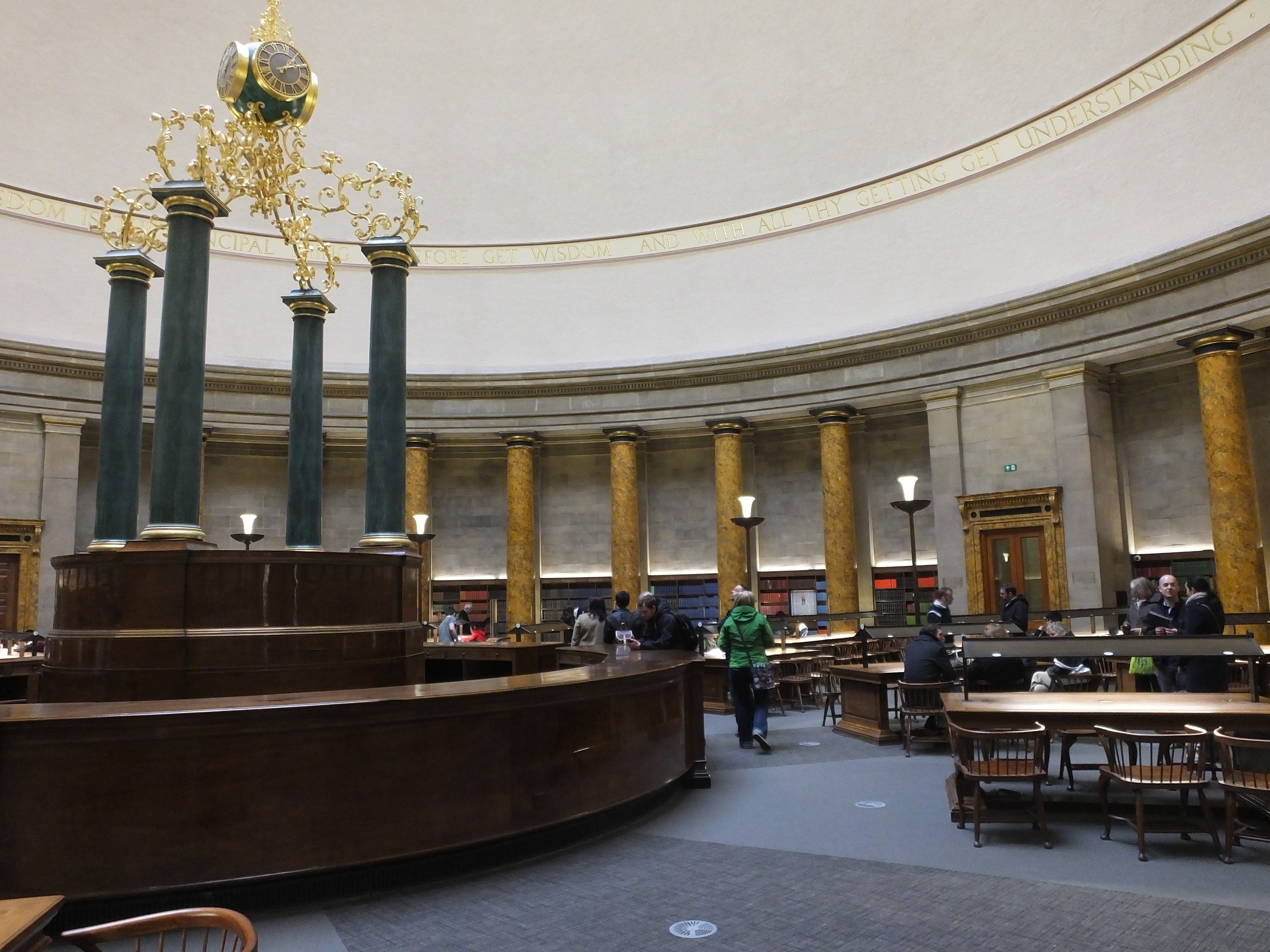
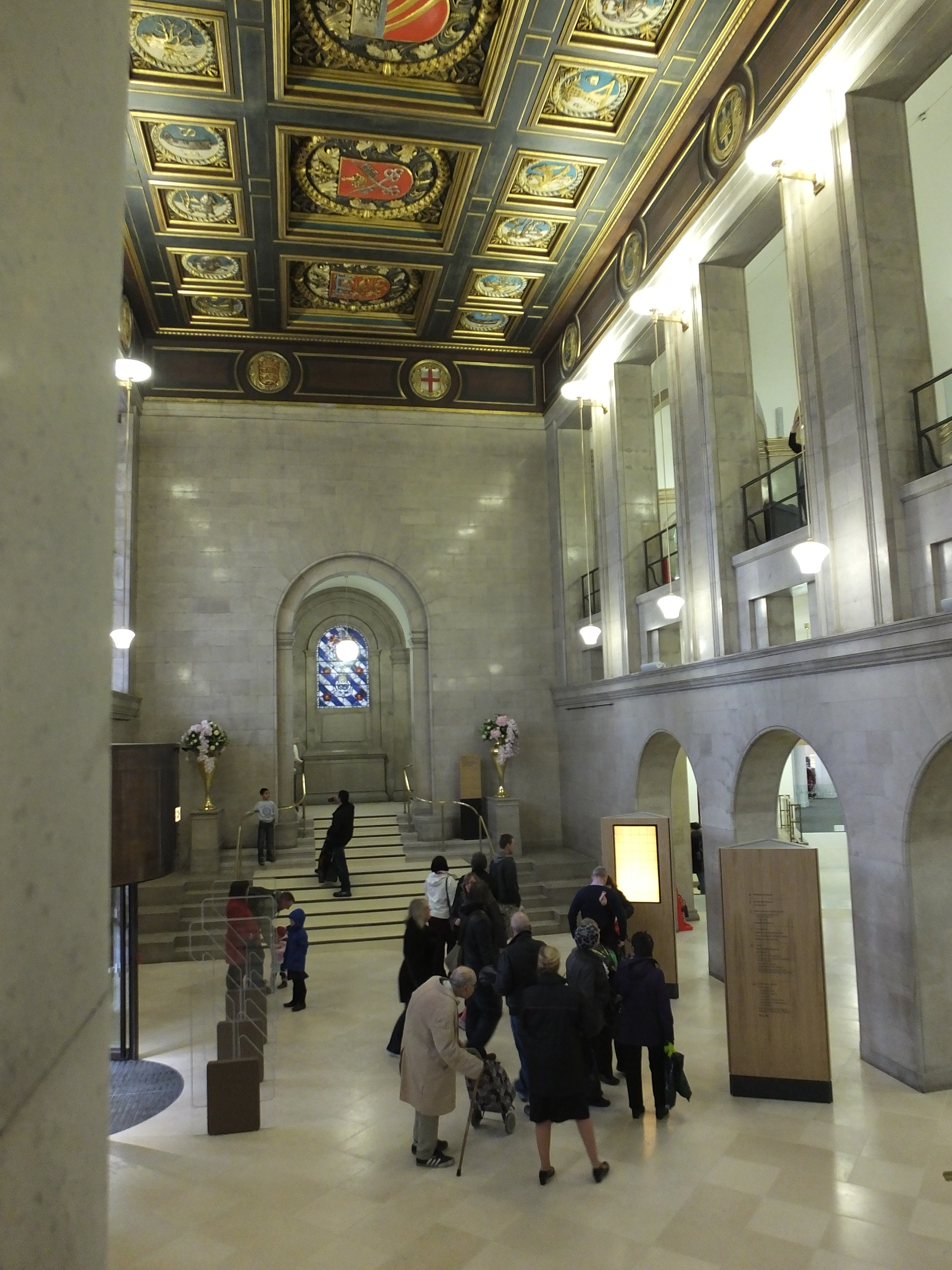
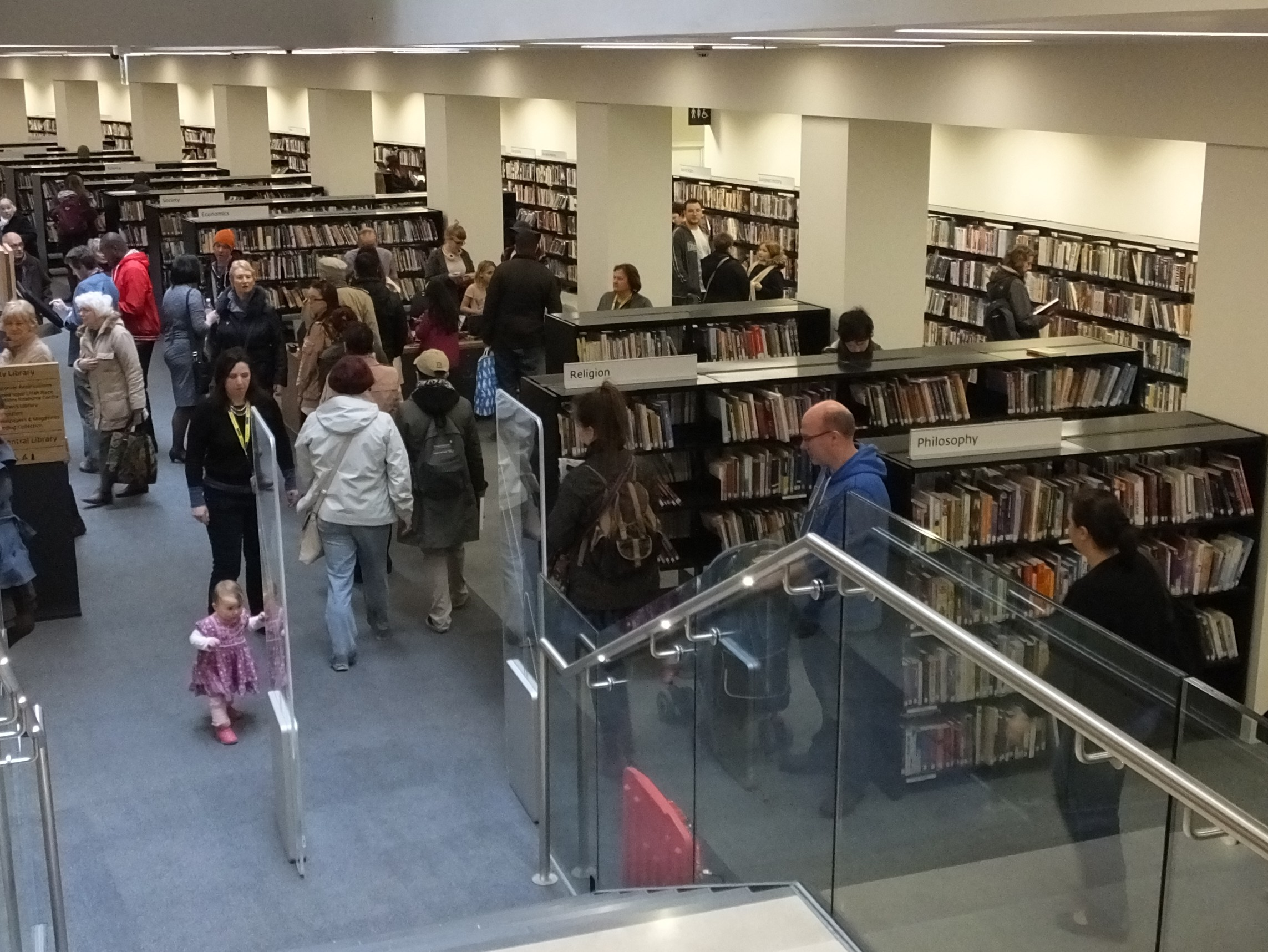